# Secreto policial
Secreto policial (título original: Best Kept Secrets) es un telefilme estadounidense de drama y suspenso de 1984, dirigido por Jerrold Freedman, escrito por April Smith, musicalizado por Gil Mellé, en la fotografía estuvo Thomas Del Ruth y los protagonistas son Patty Duke, Frederic Forrest y Peter Coyote, entre otros. Este largometraje fue realizado por ABC Circle Films y Sarabande Productions; se estrenó el 26 de marzo de 1984.

## Sinopsis
Laura Dietz es la señora del oficial de policía Blaise Dietz, él quiere ser parte de la unidad especial de investigación. El oficial es rechazado, ya que tienen un video donde se ve a la mujer siéndole infiel, es un material dudoso y se creía que había sido eliminado luego de una orden judicial. Laura expone ante la justicia los hechos ilícitos que realiza la fuerza policial, a pesar de que ambos reciben indirectas e indiferencia de los demás policías.